# Vera (apellido)
Vera (del latín: verus del que derivó uera o de la raíz indoeuropea bher- de la que derivó la voz portuguesa beira, o del italiano vera que significa "verdad" ) es un antiguo apellido de origen romano esparcido por el Norte de ItaliaDesde Roma emigraron los Verus, asentándose en distintos lugares de Europa adaptando el apellido a las lenguas habladas en sus respectivos destinos; quienes se asentaron en Grecia, usaron el apellido Verus. En Flandes e Inglaterra, se usó el apellido Veres y en España se prefirió el apellido Veras.

### Primeros registros históricos
Marcus Annius Verus, (abuelo de Marco Aurelio) político romano documentado en Germania Superior (siglo I) emperadores Flavios  y Lucius Aurelius Verus (siglo II) serían uno de los primeros registros conocidos del nombre verus fue coemperador romano junto con Marco Aurelio, desde el año 161 d.C. hasta el momento de su muerte.
Con la caída del Imperio Romano siglo VI, muchos cognomina latinos, se transformaron en nombres únicos y heredados. Así, el cognomen masculino Verus dio origen a la forma femenina Vera, que comenzó a usarse como nombre propio. En el Sur de Italia y Sicilia llega con la expansión romana y más tarde reforzado con la presencia aragonesa y española en la Edad Media.

### En España linajes
En España, con la hispanización, los primeros depositarios habrían sido don Carlos y Luis de Vera en el siglo XI, hijos de Ramiro I de Aragón, considerado como el primer rey de Aragón. Se le habría dado como significado «verdad» tras el apoyo de Ramiro I de Aragón hacia Nuña Elvira, aunque también se esgrime que proviene de Geloyra de Vera, madre de Carlos y Luis y señora del Castillo de Vera, descendiente de Numa Pompilio.
Según algunos registros, el apellido Vera proviene de la zona Aragonesa, concretamente Fernando González-Doria, señala dicha procedencia, y añade que a lo largo de su Historia, el apellido se expandió por las tierras de la Provincia Ibérica, para luego llegar a Iberoamérica.
Por razones fonéticas y lingüísticas, el apellido posee varios derivados, cada uno con su historia, por ejemplo el apellido compuesto "De la Vera" con títulos nobiliarios, procedentes de lejanos tiempos de reconquistas, en que los caballeros prestaron servicios a reyes y nobles que lucharon contra los musulmanes.
Don Francisco Piferrer señala que, en la región aragonesa de España, un conflicto familiar dio origen al lema del escudo nobiliario “Veritas vincit” (La verdad vence).
En la heráldica del apellido figuran un escudo de plata y un águila que sostiene en su pico una cinta celeste ondulante con el lema “Veritas vincit”. 

### Raíces Romanas y ADN
Estudios de ADN realizados a varios descendientes de distintas nacionalidades con el apellido Vera / de Vera muestran, un alto porcentaje de genes italianos, principalmente del sur de Italia y rastros genéticos de la costa griega. Estos resultados sugieren que los primeros portadores del apellido podrían haber tenido su origen en colonias grecorromanas de la Magna Grecia (sur de Italia y costa griega), expandiéndose luego hacia la Península Ibérica durante la romanización.

## Variantes
En Italia se observan las variantes Verà, De Vera(D'Vera), Vero, y Veri. En España otras como De la Vera y Veras. También hay variantes en Portugal, Grecia e Inglaterra, como Viera, Verus, y Veres. En España, el apellido quedó asociado a topónimos como Vera (Almería) y La Vera (Cáceres), consolidándose como un apellido hispano-nobiliario.